# Massís del Montgrí
El massís del Montgrí és un massís muntanyós calcari a la vora del mar Mediterrani al nord-est de la comarca del Baix Empordà i que, de fet, constitueix la separació natural entre aquesta i la de l'Alt Empordà. Està distribuït entre els municipis de Bellcaire d'Empordà, l'Escala, Ullà i Torroella de Montgrí. Les característiques geològiques i climàtiques del massís, per la proximitat amb el tram baix del riu Ter, la desembocadura d'aquest riu i els aiguamolls de l'Empordà, la presència de les dunes, els penya-segats i les coves abundants, fa que presenti una gran diversitat d'hàbitats que el fan atractiu per a un gran nombre d'espècies animals i vegetals. També s'hi troben algunes poblacions que constitueixen un bon indicador de la salut d'aquest ecosistema, com ara diverses espècies d'orquídies, algunes espècies de caragols endèmics i el duc (espècie de gran rapinyaire). També hi havia una de les poblacions de margalló més septentrional de Catalunya al Puig de la Palma, tot i que destinada a l'extinció donada la mancança de peus femenins. La imaginació local diu que el Montgrí sembla un bisbe dormint i que el castell és l'anell a la mà del bisbe.

## Relleu

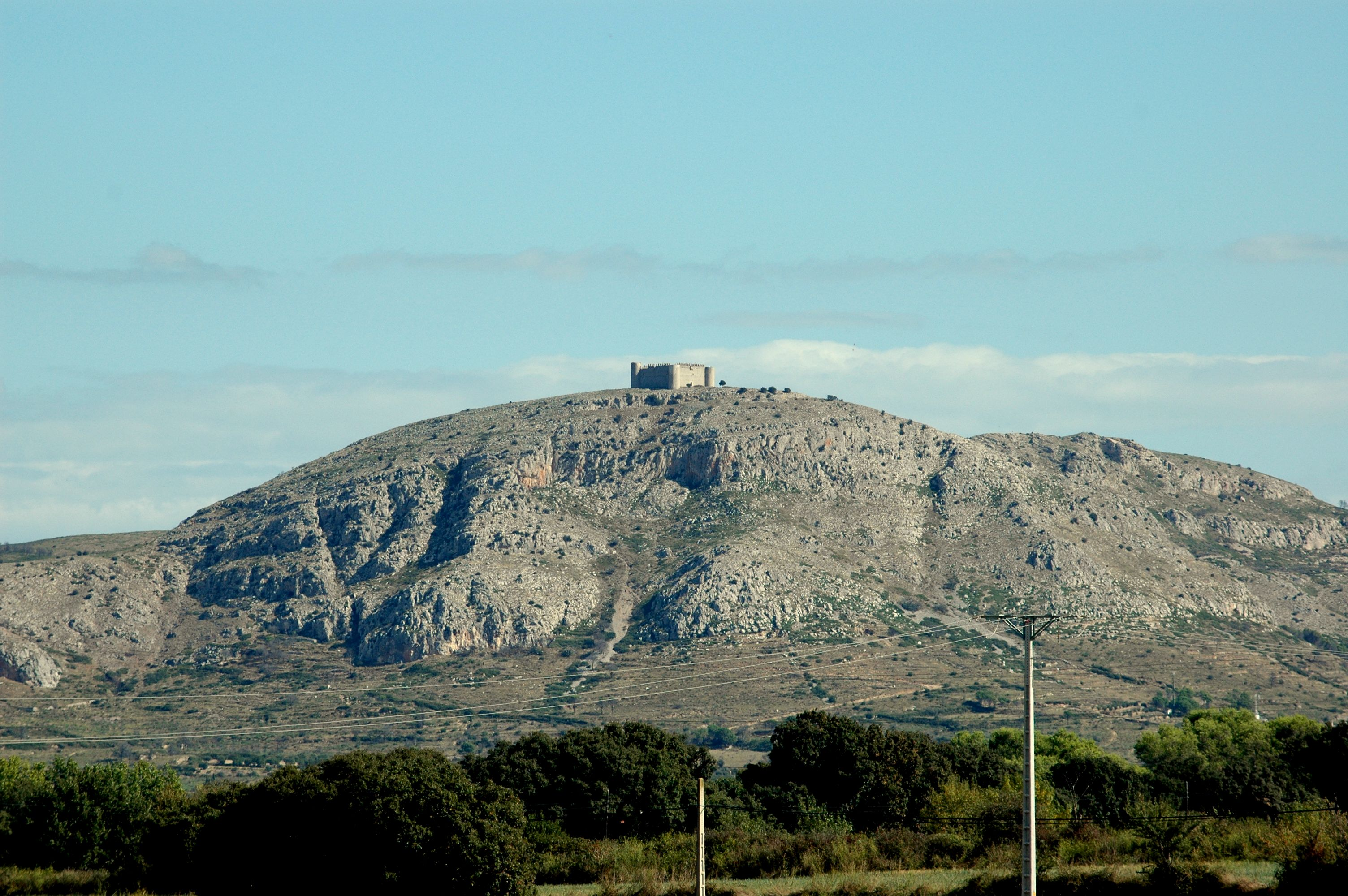
La muntanya de Santa Caterina coronada per l'emblemàtic castell del Montgrí.

En general el conjunt de muntanyes presenta una alçada creixent des del nord proper a Sant Martí d'Empúries cap al sud. Així és a la banda sud on hi ha els cims de major envergadura. Al límit sud i pràcticament alineats en sentit oest/est hi destaquen, d'oest a est, els següents cims: Puig Rodó (307,9 m), el Montgrí o puig de Santa Caterina (303 m), sobre el qual hi ha el Castell del Montgrí, i el Montplà (310,8 m), propers a Torroella i darrere dels quals hi ha la Vall de Santa Caterina. Seguint l'alineació hi ha les Maures: La Torre Moratxa (220,1 m) i Roca Maura (225,4 m), propers al poble costaner de l'Estartit.
Ja dins el mar, l'arxipèlag de les Illes Medes, constitueix de fet la prolongació més oriental del massís. Per la banda nord el massís constitueix un altiplà d'uns 100 m d'alçada amb alguns cims menors. A ran de mar predominen els penya-segats des de l'Escala fins a l'Estartit tot i que es poden trobar diversos corriols (dits localment "còrrecs") de blocs que condueixen a cales de mida reduïda, a excepció de Cala Montgó al nord del massís. És el cas de Cala Calella, Cala Falaguer, Cala Pedrosa i Cala Ferriol. La costa és doncs abrupta i resseguida per un rosari de cales i puntes.
Entre el Montplà i la Torre Moratxa hi ha un conjunt de dunes continentals provinents del Golf de Roses, que foren fixades a finals del segle xix gràcies al projecte de l'enginyer Primitiu Artigas, pel que actualment estan cobertes d'extenses pinedes i són imperceptibles a vista d'ocell. El seu origen fou degut al desviament del braç nord del riu Ter a la primera meitat del segle xiv, ja que la seva presència frenava l'arribada de les sorres del Fluvià per la tramuntana.
Pel que fa als corrents d'aigua no n'hi ha d'estables i tenen un caràcter torrencial, pel vessant sud davallen cap al curs del Ter, destaquen però els del còrrec de Coma Llobera o el còrrec Llarg. En alguns punts s'hi troben intrusions magmàtiques de quars vermell o marronós. Com a terreny càrstic s'hi generen grutes, dolines i forats en les parets de les muntanyes anomenades caus, el de major envergadura és sens dubte el del Cau del Duc.
| Cims del massís        | Altura (msnm) |
| ---------------------- | ------------- |
| Montplà                | 310,8         |
| Puig Rodó              | 307,9         |
| Montgrí                | 303,0         |
| Puig de Carroig        | 261,3         |
| Puig Roig              | 258,6         |
| Rocamaura              | 225,4         |
| Torre Moratxa          | 220,1         |
| Puig de les Cogullades | 209,8         |
| Turó de l'Àguila       | 179,2         |
| Puig Torró             | 171,5         |
| Tossal Gros            | 159,0         |
| Puig de la Reina       | 130,3         |
| Tossal Petit           | 126,7         |
| la Muntanyeta          | 77,6          |

## Geologia
El massís del Montgrí és un aflorament de roca calcària elevat per diverses falles orientada d'est a oest, que s'alçà al mateix temps que la serralada del Pirineu (orogènesi alpina). Els seus estrats foren sedimentats en la conca oceànica dels Pirineus durant el Mesozoic. Aquests estrats sembla que lliscaren sobre les fàscies del Keuper de tipus argilosos-guixencs que actuaren com a lubrificants originant un encavalcament sobre materials eocens. Els estrats calcaris que conformen el massís estan fortament tectonitzats (sinclinals del Mas Sec- Puig d'en Lleial i del Muntanya d'Ullà-Montgrí-Montplà, múltiples falles normals) i van de períodes des del Santonià (Cretaci) fins al Lias (Juràssic) i inclouen materials d'argil·la margosa, margues, dolomies i calcàries
Envoltant aquest front d'encavalcament de forma contínua des de Bellcaire d'Empordà fins a la Meda Gran i en cotes inferiors als esparsos afloraments del Keuper hi ha fàcies de l'Eocè Superior que contenen argiles, gresos i conglomerats. Baixant de cota també es troben formacions de peu de mont per meteorització dels materials calcaris. En cotes més baixes ja sota l'influx dels flux hídric del Ter hi ha sediments del Quaternari (Plistocè i Holocè) que varien en la mida del gra que varia des de la grava fins al llim.
També pertanyents al Quaternari hi ha formacions eòliques que travessen el massís pel centre, són les anomenades Dunes de Torroella de sedimentació històrica, que cobreixen les formacions calcàries cretàciques pràcticament dividint aquests afloraments per la meitat en direcció nord-oest/sud-est des de l'Escala fins al sector de l'oest de Torre Vella i nord de Les Dunes (Torroella de Montgrí). Pel que fa a les dolines i avencs de la Muntanya Gran han estat reblits per argiles de terra rossa quaternàries. Així mateix s'ha descrit la presència de restes d'un volcà en una d'aquestes dolines la de l'Aixart de la Conca, proper a la base LORAN així com un altre proper al Mas Ral. Pel que fa als cons volcànics han desaparegut per erosió. El de l'Aixart de la Conca inclou materials com el tuf i bretxes així com basalts d'olivina i ha estat datat que la seva formació correspon al Miocè (23 - 5,3 milions d'anys), ja que travessa els materials mesozoics i eocènics sedimentats amb anterioritat.

## La presència de l'ésser humà
El massís del Montgrí ha estat utilitzat pels humans al llarg de la història. La primera evidencia de presència humana data del Paleolític inferior. S'han trobat restes d'aquesta ocupació al Cau del Duc i al Cau del Duc d'Ullà, sent una de les restes singulars, el pic del Montgrí. Durant el Neolític fins a l'Edat dels metalls, els humans haurien deixat d'habitar les coves, però les haurien aprofitat per fer-hi enterraments. En són testimoni el Cau dels Ossos, el Cau d'en Calvet o el Cau de l'Olivar d'en Margall. Juntament amb els enterraments, s'hi ha trobat els respectius aixovars amb puntes de sílex, peces de collarets i, fins i tot, alguna peça d'or com és el cas del Cau del Tossal Gros. Durant la romanització es creu que s'haurien aixecat diferents vil·les romanes a les faldes del massís del Montgrí, d'acord amb les restes trobades als actuals paratges de l'ermita de Santa Maria del Mar i Santa Maria del Palau. De fet aquestes dues edificacions són la primera notícia que hem de l'Edat mitjana al Massís del Montgrí, ja com edificacions cristianes. Tanmateix, la petja més significativa és el Castell del Montgrí, fortificació encarregada per Jaume II com a maniobra d'intimidació al Comtat d'Empúries, l'any 1294. El castell s'erigeix al cim del Montgrí i domina el pla. Malgrat tot, l'obra va restar inacabada (1301) a conseqüència de la decadència del comtat emporità. També n'és testimoni l'ermita de Santa Caterina (1390), fundada per tres monjos benedictins que van abandonar l'abadia de Montserrat per discrepàncies durant el Cisma d'Occident, trobant empar en la corona aragonesa i la Universitat de Torroella, favorables al papa d'Avinyó. Després de la mort dels monjos, la Universitat va assumir-ne la gestió i, des de llavors, escull els seus responsables o pabordes, figura que avui dia es manté. L'ermita es va fer tant popular, que al segle xvi, Carles V va permetre demanar almoina pel temple. De fet, si es puja al Castell del Montgrí es poden observar, durant el recorregut, unes petites construccions, o capelletes, que juntament amb la creu que corona el coll formarien el recorregut d'una processó, que dataria del segle xvii. A partir del segle xv, la intensificació de la pirateria faria construir diferents torres de senyal, com en són testimoni la Torre Moratxa, al cim de Rocamaura o la Torre dels Moscats, a la falda del Montplà.
Tanmateix no seria fins al segle xvii que aquesta es faria més evident. A la falda de la carena nord-oest de la Muntanya d'Ullà es formarien dos nuclis de població, Sobrestany i la Bolleria, agrupacions de masos dedicats al cultiu i la ramaderia. Això es deu al fet que la Universitat de Torroella dona permís a l'explotació agrícola i ramadera del Montgrí. Per aquesta raó, a partir del segle xviii proliferaran els forns de calç, eixarts, cabanes de pedra seca i barraques, com a resultat d'una explotació vinícola i d'oli. Malauradament, la plaga de la fil·loxera i la competència italiana fan que la majoria d'aquestes explotacions s'estronquin al segle xix. El 1896 s'inicia l fixació de les dunes continentals que creuava el massís de nord a sud. Paratge conegut amb el nom de les Dunes. Mitjançant la plantació de pins i borró es va evitar que la duna seguís avançant fins al pla. Durant el segle xx, el Montgrí s'ha usat com a refugi durant la guerra civil (Cau de la Figuera, als peus del Montplà), com a explotació mineria (Muntanya d'Ullà) i s'hi van construir dues bases militars als extrems del massís (una d'elles la base LORAN i l'altra la Bateria de Punta Milà), a més de les bateria d'artilleria costanera a la Punta Ventosa, totes elles actualment abandonades.

## Clima

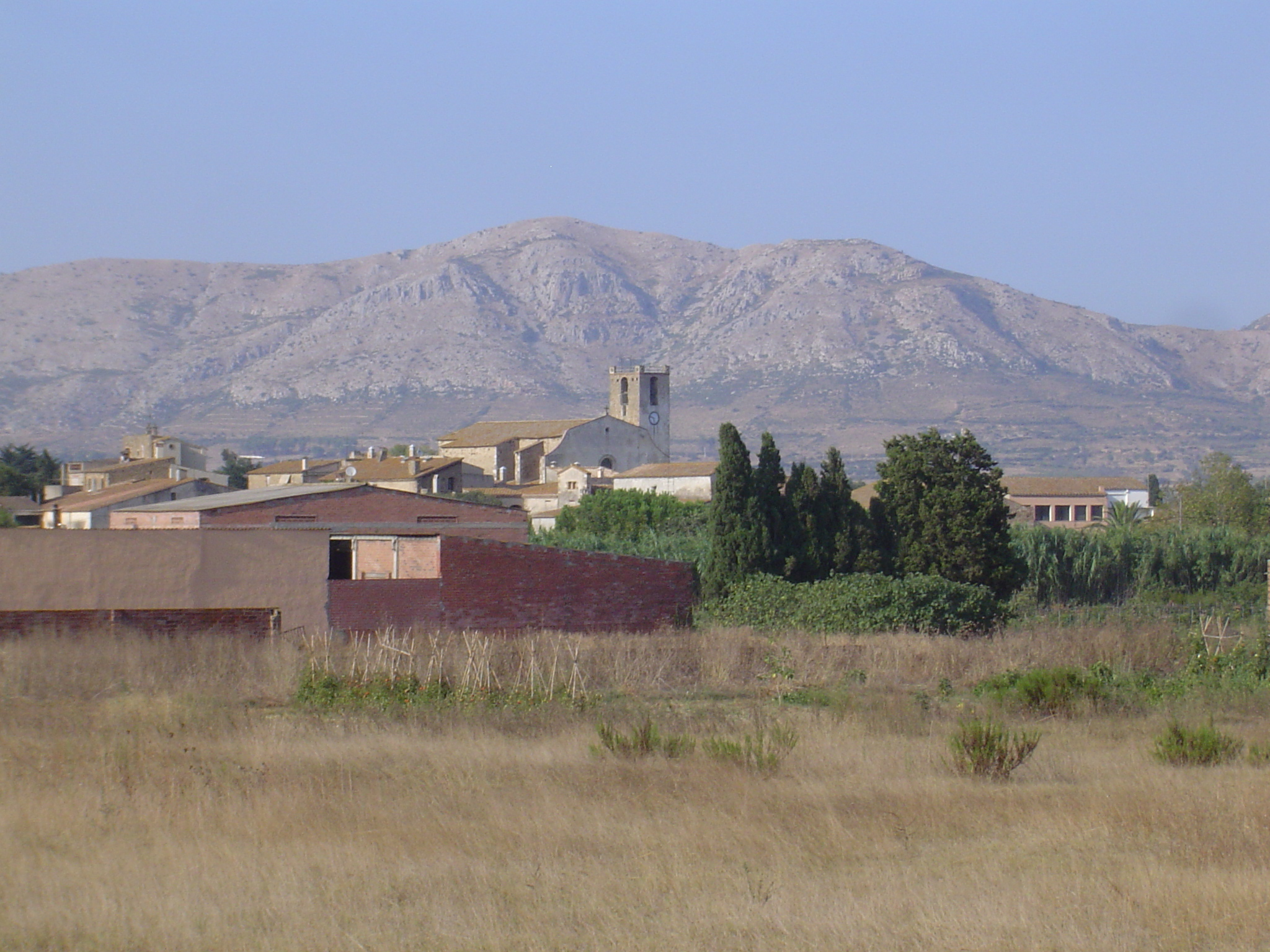
El nucli antic de Gualta amb al fons el Puig Rodó.

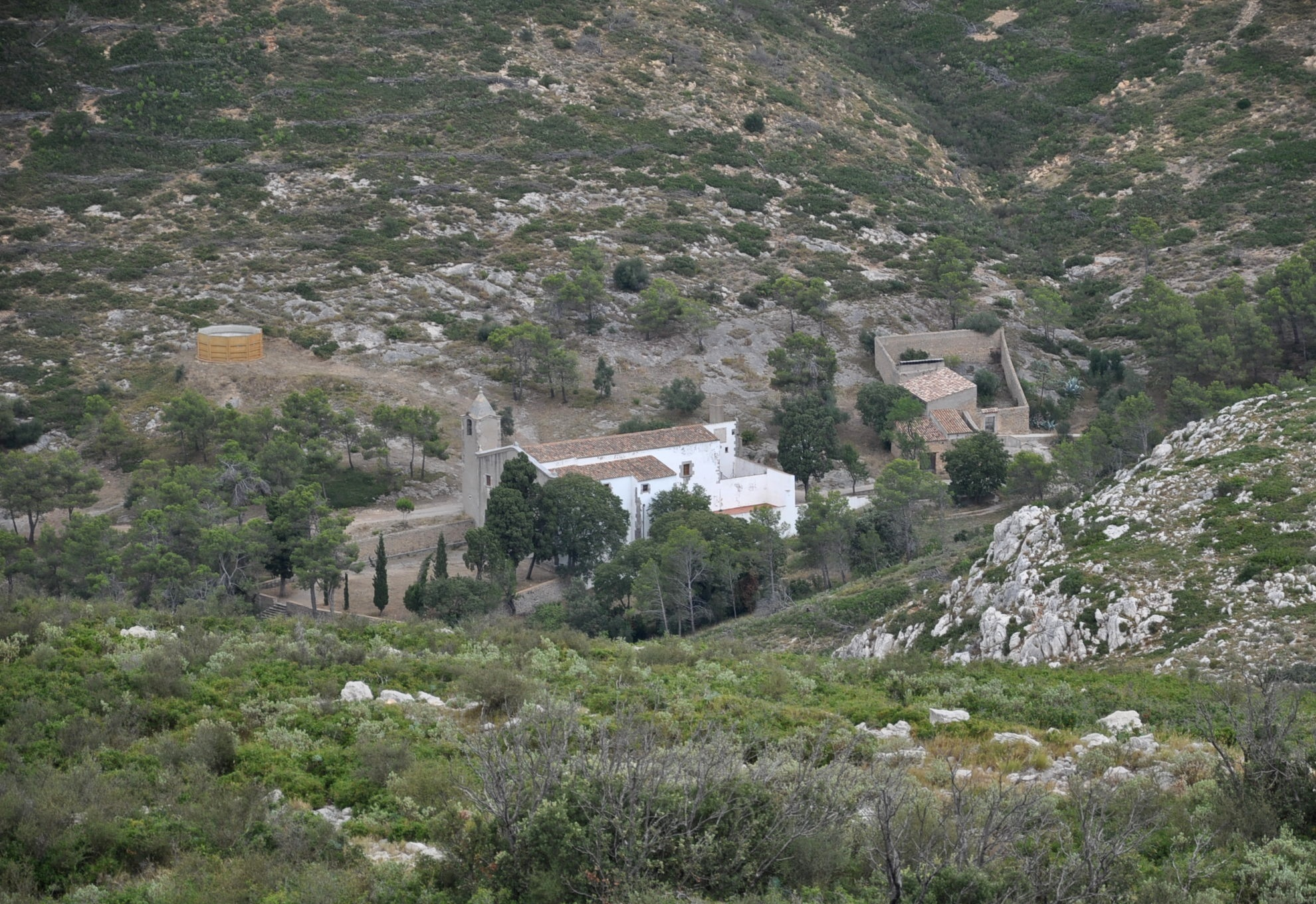
Ermita de Santa Caterina.

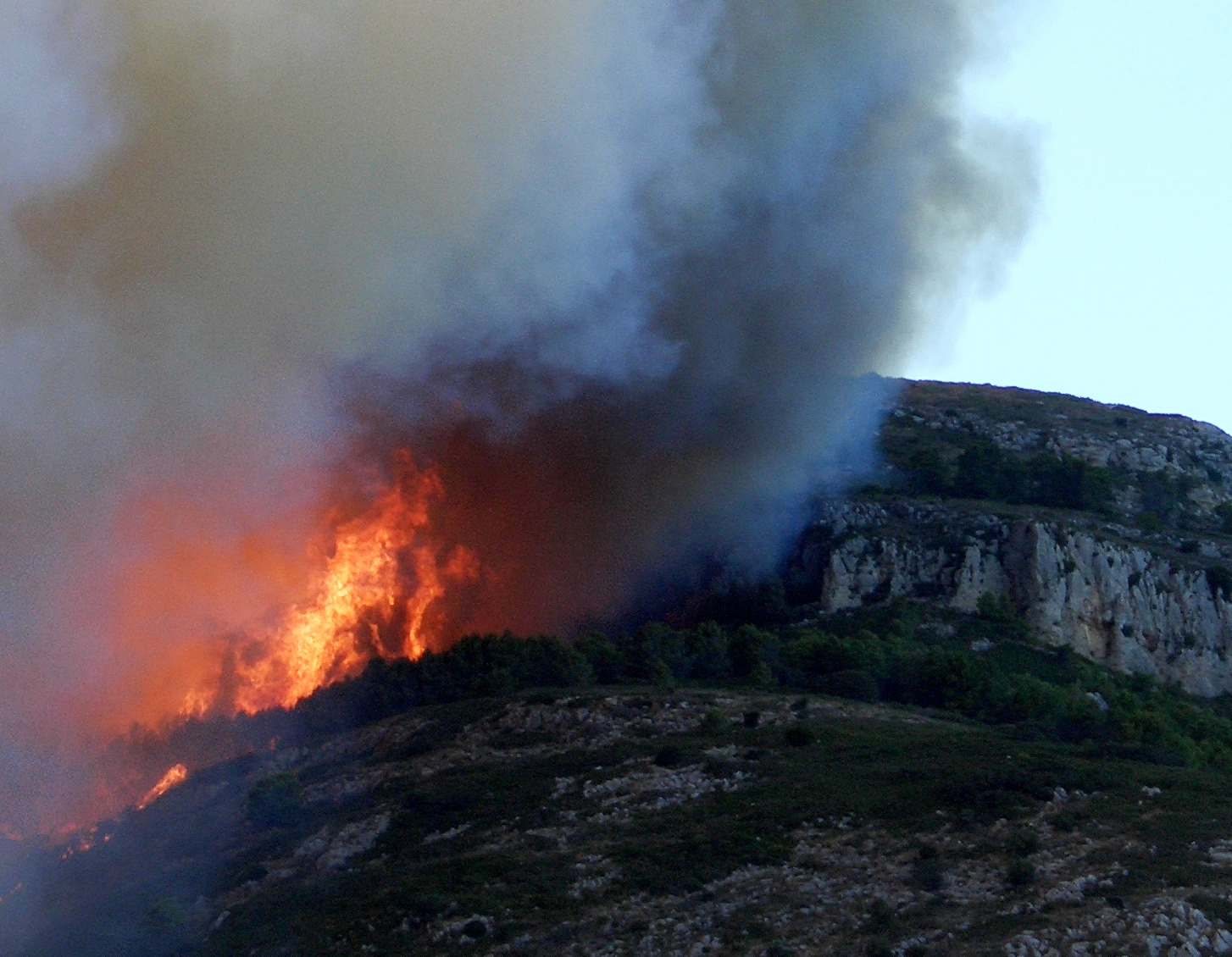
El Montgrí en flames el 26 de setembre de 2004

El règim climàtic s'hi caracteritza per una baixa pluviositat estival i oscil·lacions anuals de la temperatura poc acusades. El règim de vents hi és eminentment de sentit N-NE. Gaudeix d'hiverns poc rigorosos amb una temperatura mitjana de 9 °C (gen.) i estius càlids 23 °C (jul.) (1960-1990)

## Ecologia
La vegetació terrestre és característica del bosc mediterrani degradat, amb alta abundància de pi blanc (Pinus halepensis) a les zones baixes i matolls esclerofil·les a les zones altes, tot i que en zones d'obaga encara es poden trobar petites poblacions de suros (Quercus suber) i alzines (Quercus sp.). Les brolles calcícoles també són habituals sovint transformant-se en garrigars allí on el sòl cobreix mínimament la roca (estepa blanca, garric, llentiscle, gatosa) quan no forma extensos garrigars impenetrables i pràcticament monoespecífics. La zona de les Dunes avui es troba coberta d'una pineda de pinastre i pi ver, si bé les lianes no hi són rares (Smilax aspera, diverses rubiàcies) i a les obagues hi abunden petites clapes de falgueres, molses i líquens. A les Dunes de Torroella és encara present la vegetació psammòfila, desapareguda en la Cala Montgó.
Encara s'hi poden observar moltes feixes que indiquen l'antiga presència de la viticultura, probablement abandonat a causa de la plaga de la fil·loxera de finals del segle xix. Les cabanes de pastors són habituals i usualment adossades a murs de pedra seca. Hi ha hagut explotació minera de la roca calcària al massís de ben antic, el mateix castell del Montgrí fou “alimentat” amb pedreres situades poc per sota del cim. També s'extreia la roca per a fabricar calç als forns de calç. Encara se'n troben d'enrunats amb les parets enrogides.
El 26 de setembre de 2004 s'hi produí un incendi forestal que va afeblir considerablement aquesta situació.
La fauna ornitològica està representada per aus comunes al territori català com la perdiu roja, la guatlla, el colom roquer, el tudó, la tórtora turca, la tórtora eurasiàtica, l'òliba comuna, el xot eurasiàtic, el mussol comú, l'enganyapastors, el ballester, el falciot negre, l'abellerol, la puput, el picot verd, el cucut, l'oreneta vulgar, l'oreneta cuablanca, el cargolet, el pit-roig, el rossinyol, el bitxac comú, la merla, el tord comú, la bosqueta vulgar, el tallarol de casquet, el tallarol capnegre, el bruel, la mallerenga cuallarga, la mallerenga emplomallada, la mallerenga carbonera, el gaig, la garsa, l'estornell vulgar, el pardal comú, el gafarró, el verderol, la cadernera. I d'altres no tant àmpliament distribuïdes com l'arpellot de marjal, l'esparver cendrós, l'astor, l'àguila cuabarrada, el xoriguer comú, el falcó mostatxut, el falcó pelegrí, el rascló, el cucut reial, el duc, la tallareta cuallarga, el mussol banyut, el falciot pàl·lid, la cotoliu o el trobat. El corb marí emplomallat i l'ocell de tempesta europeu, aus rares a Catalunya, s'han estimat com a nidificants en la zona litoral del Montgrí. Així mateix el gavià de potes grogues presenta una de les majors colònies reproductores de Catalunya a les Medes.

## Litoral
Pel que fa a la part submergida del litoral del massís, incloent les costes continentals com la dels illots litorals i les Illes Medes, s'hi ha identificat una gran diversitat, fins a vint-i-set tipus, d'hàbitats subaquàtics Aquests hàbitats venen eminentment definits pel substrat (fangós, sorrenc, de còdols, de blocs), per la quantitat de llum (irradiància) i pel batiment de les ones (infralitoral batut i calmat, mediolitoral). L'estudi realitzat el 2003 quantificà aquests hàbitats com a més predominants els de:
- Sorres fines ben calibrades infralitorals (22,5%),
- Sorres grosses i graves fines infralitorals afectades per corrents de fons (24,4%), entre les illes Medes i la platja de l'Estartit
- Coral·ligen sense gorgònies circalitoral (11,4%) - caracteritzat per estar exposat a corrents marítims i a una certa fondària, amb una alta complexitat i maduresa dominat.
- Fons circalitorals rocosos no concrecionats dominats per algues sense Cystoseira (8,7%) - formant una banda entre els 15 i 25 m de fondària dominada per comunitats d'algues esciòfiles.
- Fons infralitorals rocosos, calms i poc il·luminats en fons de blocs fotòfils (8,7%) - rics en algues esciòfiles i animals filtradors sobretot esponges de mar, briozous i cnidaris.

Pel que fa a la zona mediolitoral (zona on baten les onades) els hàbitats predominants són el trottoir (37,3%), els fons infralitorals rocosos batuts per l'onatge i poc il·luminats (33,3%) i els fons infralitorals rocosos batuts per l'onatge amb Cystoseira (24,7%).
Malgrat aquestes abundàncies destaquen per la seva raresa i regressió en el context de la Mediterrània dues comunitats amb presència de Cystoseira compressa (una entre la Cala de Baix de Cols i la platja del Còrrec Llarg; i l'altra al Portitxol a la Meda Petita). Altres comunitats de Cystoseira perennes amb epífits són també rares (les Ferranelles, entre la Meda Xica i els Tascons Grossos). Així mateix les comunitats de gorgònies que proliferen sobre fons rocosos relativament poc il·luminats i amb corrents són usualment representades per l'espècie Paramuricea clavata. En els fons sorrencs il·luminats entre els 6 i 15 m de fondària proliferen comunitats de la planta aquàtica Posidonia oceanica (representada a les zones de Cala Montgó, Cala Pedrosa, al nord del Cap Castell) i de Cymodocea nodosa (franja resseguint la platja de l'Estartit fins passada la Gola del Ter).

## Parc natural
El massís del Montgrí fou inclòs al Pla d'Espais d'Interès Natural (PEIN), gaudint d'una protecció especial. Ja el 2008 es féu públic un avantprojecte de modificació de la zona protegida del massís A principis del 2010 després d'intenses i controvertides negociacions entre el govern de la Generalitat i els agents locals es decideix elevar una proposta d'ampliació del Parc Natural de les Medes i convertir-lo a Parc Natural del Montgrí. Aquest avantprojecte de llei presentat pel govern a través del Conseller de Medi Ambient Francesc Baltasar, encara no aprovada, amplia en 131 hectàrees, fins a les 8.192 ha., defineix tres tipus de nivells de protecció. Per una banda dues Reserves Naturals Parcials: una a l'entorn de les Illes Medes i l'altra centrada sobre els aiguamolls del Ter Vell (la Pletera, la bassa de fra Ramon i les basses d'en Coll). La superfície terrestre de les Illes Medes passa a ser Reserva Natural Integral.
Aquesta proposta d'ampliació i de modificació dels usos dels territoris afectats ha estat criticada pels consistoris de Pals i l'Escala i per alguns pagesos i propietaris. Les inversions previstes arribarien als 22 milions d'euros i, abracen presumiblement segons el govern, la rehabilitació de les antigues i abandonades instal·lacions de Radio Liberty a la Platja de Pals en un centre d'interpretació dels arrossars de Pals o adquirir el Mas Vilanera a l'Escala per a convertir-lo en un espai d'interpretació natural. Amb tot encara no queda clara l'atribució d'una partida pressupostària per a iniciar aquestes inversions pel que no es pot parlar encara d'una decisió ferma.